# Canzone genovese
Con l'espressione canzone genovese (canson zeneise) si fa riferimento alla canzone d'autore in lingua genovese. Si distingue dunque dal repertorio tradizional-popolare (che trova nel canto polifonico del trallalero le manifestazioni più evidenti), sebbene gran parte dei brani oggi imputati a questa seconda categoria sia di fatto di introduzione novecentesca.

## Storia
La canzone d'autore in genovese nasce negli Venti del Novecento,  attestandosi su tematiche popolari e sentimenti di appartenenza accorata al contesto urbano e sociale genovesi..

## Brani più famosi
Ma se ghe penso, Piccon dagghe cianìn, A Seissento, A cansun da Cheullia, Ave Maria zeneize.

## Autori e interpreti
I primi autori di brani in genovese sono Mario Cappello e Attilio Margutti, autori di Ma se ghe penso, e Costanzo Carbone.
Fra gli interpreti della canzone più prettamente «dialettale», connessa soprattutto a tematiche locali, vanno ricordati Piero Parodi, I Trilli e Franca Lai.
Negli anni '50 tra i primi cantanti in genovese vi sono Mario Bertorello, che incide alcuni dischi per la Parlophon, i Canterini vecchia Sturla, Giuseppe Marzari e il Trio Universal.
Le personalità che segnano la nascita di un vero e proprio modello di canzone d'autore dialettale genovese moderna sono Bruno Lauzi nel 1962 con il 45 giri O frigideiro/A bertoela, entrambi i brani scritti per il testo da Giorgio Calabrese, autore anche di Madda-enna/O pescou (1964) e Texo/Me son innamoou de ti (1965) interpretate da Natalino Otto, interprete anche di Bossa figgeu/Arrio (1964) Joe Sentieri e Gino Paoli, che pubblica nel 1975 un intero album in genovese, Ciao, salutime un po' Zena, nello stesso anno in cui anche Bruno Lauzi pubblica un album in genovese, Genova per noi
Successivamente Fabrizio De André pubblicazione Crêuza de mä, su musiche di Mauro Pagani, nel 1984.
Tra gli altri autori, Vittorio De Scalzi, Gian Piero e Roberta Alloisio, sino ai più recenti Bob Quadrelli con i Sensasciou (vincitore di una Targa Tenco), Binduli e  Paolo Besagno (vincitore nel 1996 della VII edizione del Premio Città di Recanati con il brano O trallalero Canson de 'na vitta, premiato per aver utilizzato la sonorità delle squadre di canto trallalero per eseguire una canzone d'autore).

## Festival
- Festival della canzone dialettale ligure a San Giorgio di Albenga.